# Entrelacement
L'entrelacement (letteralmente incastro, interlacciamento) è una tecnica narrativa usata perlopiù dagli autori francesi medievali, del Ciclo Arturiano, è anche presente nei romanzi en prose come ad esempio nel Lancelot. 
Consiste nel rendere la narrazione continuamente sospesa e quindi ripresa in più storie legate tra loro, che avvengono in contemporanea. Ad un lettore attento questa particolare tecnica dà la sensazione che i fatti avvengano "attorno a sé". La tecnica viene ripresa nei poemi cavallereschi rinascimentali e in particolare da Matteo Maria Boiardo nell'Orlando innamorato e nell'Orlando furioso da Ludovico Ariosto. Per usare la metafora, cara ad Ariosto, del racconto come "tela", il narratore lascia un filo e ne afferra un altro, poi riprende due fili pendenti e li intreccia fra loro, poi lascia cadere anche questi e ne intreccia altri ancora e così via, fino a comporre un grande arazzo narrativo.